# Todd MacCulloch
Todd Carlyle MacCulloch (nacido el 27 de enero de 1976 Winnipeg, Manitoba) es un exjugador de baloncesto canadiense que jugó durante 4 temporadas en la NBA antes de tener que retirarse prematuramente debido a una lesión crónica. Con 2,13 metros de altura, jugaba en la posición de pívot.

## Trayectoria deportiva

### Universidad
Jugó durante cuatro temporadas con los Huskies de la Universidad de Washington. En sus tres últimas temporadas lideró el país en porcentaje de tiros de campo, con unos 67,6, 65,0 y 66,2 % de acierto respectivamente, algo que solamente había conseguido con anterioridad Jerry Lucas. En el total de su carrera promedió 15,2 puntos y 8,5 rebotes por partido de los 115 que disputó. En sus dos últimas temporadas fue incluido en el mejor quinteto de la Pacific Ten Conference.

### Profesional
A pesar de sus buenas cifras, no fue elegido hasta la posición 49 de la segunda ronda del Draft de la NBA de 1999 por Philadelphia 76ers, equipo con el que firmó contrato pero donde no dispuso nada más que de 9 minutos y medio por partido en su primera temporada, para promediar 3,7 puntos y 2,6 rebotes. A pesar de ello, esa misma temporada participó del All-Star Weekend en el Rookie Challenge disputado en The Arena de Oakland.
Su situación no mejoró al año siguiente, jugando el mismo número de minutos y mejorando sus estadísticas, dejándolas en 4,1 puntos y 2,7 rebotes. En la temporada 2001-02 se convirtió en agente libre, fichando por los New Jersey Nets, donde por fin ocuparía un puesto en el quinteto titular. Lideró a su equipo en porcentaje de tiros de campo con un 53,1%, lo que le hubiera situado entre los mejores de la liga de haber alcanzado el número de lanzamientos mínimos para entrar en la clasificación. Se perdió 19 encuentros a lo largo del año debido a una fascitis plantar. Acabó la temporada promediando 9,7 puntos, 6,1 rebotes y 1,4 tapones por partido.
Finalizada la temporada, fue traspasado de nuevo a los Sixers, donde mantuvo su puesto como titular, pero el 19 de febrero de 2003 fue incluido en la lista de lesionados, siéndole diagnosticado un desorden genético neuromuscular denominado síndrome de Charcot–Marie–Tooth, que puso fin prmematuramente a su carrera, a los 27 años de edad. En el total de la misma promedió 6,1 puntos y 4,0 rebotes por partido. Llegó a disputar dos Finales de la NBA, una con los Sixers en 2001, y otra con los Nets, en 2002, cayendo en ambas derrotado por el mismo equipo: Los Angeles Lakers.

#### Pinball
MacCulloch ha jugado al pinball siempre que ha podido en centros comerciales, salones recreativos y boleras. Comenzó a comprar máquinas de pinball cuando firmó como agente libre con los Nets en 2001 y compró su primera casa. Su colección ahora es superior a 60 máquinas, entre pinballs y juegos arcade. MacCulloch ha participado en varios torneos de pinball. Compitió en el Campeonato Europeo de Pinball en Estocolmo en 2007 y desde 2005 ha disputado en múltiples ocasiones el Campeonato del Mundo de la Asociación Profesional y Amateur de Pinball (PAPA), clasificándose en la División B. En octubre de 2011, Todd venció en el campeonato de la Pinball Expo de Chicago, derrotando a los campeones del mundo Keith Elwin y Lyman Sheats, en lo que ha significado su primer título importante sobre máquinas de pinball. 
Debido a su altura y a la lesión que le retiró del baloncesto, MacCulloch se ve obligado a jugar al pinball sentado en un taburete. Comenta las similitudes que ve entre pinball y baloncesto: "La coordinación mano-ojo es realmente importante en ambos juegos, y mantener el enfoque es definitivamente primordial. He estado en algunas situaciones de mucha presión en partidos importantes de baloncesto y los nervios no me afectan, pero he encontrado que en los torneos de pinball, aparentemente no puedo mantener esos nervios a raya. Mi corazón late con mayor rapidez. Competición es competición, y pensé que podría responder bien, pero no he sido capaz de controlarlo aún."

#### Estadísticas

##### Temporada regular
| Temporada | Edad | Equipo             | Liga | P   | TIT | MIN  | TC  | TCA | %TC  | 3P  | 3PA | %3P | TL  | TLA | %TL  | R.OF. | R.DEF. | REB | ASIS | ROB | TAP | PER | FP  | PTS |
| 1999-00   | 24   | Philadelphia 76ers | NBA  | 56  | 6   | 9.4  | 1.6 | 2.9 | .553 | 0.0 | 0.0 |     | 0.5 | 1.0 | .519 | 0.9   | 1.8    | 2.6 | 0.2  | 0.2 | 0.7 | 0.5 | 1.7 | 3.7 |
| 2000-01   | 25   | Philadelphia 76ers | NBA  | 63  | 3   | 9.5  | 1.7 | 2.9 | .589 | 0.0 | 0.0 |     | 0.7 | 1.0 | .636 | 1.1   | 1.6    | 2.7 | 0.2  | 0.1 | 0.3 | 0.4 | 1.5 | 4.1 |
| 2001-02   | 26   | New Jersey Nets    | NBA  | 62  | 61  | 24.2 | 4.0 | 7.5 | .531 | 0.0 | 0.0 |     | 1.8 | 2.6 | .671 | 2.5   | 3.6    | 6.1 | 1.3  | 0.4 | 1.4 | 1.1 | 2.9 | 9.7 |
| 2002-03   | 27   | Philadelphia 76ers | NBA  | 42  | 35  | 19.3 | 2.9 | 5.7 | .517 | 0.0 | 0.0 |     | 1.3 | 1.9 | .671 | 1.6   | 3.1    | 4.7 | 0.5  | 0.5 | 0.8 | 0.8 | 2.5 | 7.1 |
| Total     |      |                    | NBA  | 223 | 105 | 15.4 | 2.5 | 4.7 | .541 | 0.0 | 0.0 |     | 1.0 | 1.6 | .642 | 1.5   | 2.5    | 4.0 | 0.5  | 0.3 | 0.8 | 0.7 | 2.1 | 6.1 |

##### Playoffs
| Temp.   | Edad | Equipo             | Liga | P  | MIN | TCA | TC  | 3PA | 3P | TLA | TL | R.OF. | REB | ASIS | ROB | TAP | PER | FP | PTS | %TC  | %3P | %FT  | MIN  | PTS | REB | AST |
| 1999-00 | 24   | Philadelphia 76ers | NBA  | 5  | 24  | 2   | 3   | 0   | 0  | 4   | 6  | 3     | 9   | 0    | 0   | 0   | 0   | 2  | 8   | .667 |     | .667 | 4.8  | 1.6 | 1.8 | 0.0 |
| 2000-01 | 25   | Philadelphia 76ers | NBA  | 18 | 109 | 24  | 38  | 0   | 0  | 8   | 10 | 17    | 29  | 4    | 0   | 3   | 4   | 14 | 56  | .632 |     | .800 | 6.1  | 3.1 | 1.6 | 0.2 |
| 2001-02 | 26   | New Jersey Nets    | NBA  | 20 | 384 | 52  | 106 | 0   | 0  | 19  | 31 | 44    | 104 | 14   | 5   | 27  | 23  | 51 | 123 | .491 |     | .613 | 19.2 | 6.2 | 5.2 | 0.7 |
| Total   |      |                    | NBA  | 43 | 517 | 78  | 147 | 0   | 0  | 31  | 47 | 64    | 142 | 18   | 5   | 30  | 27  | 67 | 187 | .531 |     | .660 | 12.0 | 4.3 | 3.3 | 0.4 |